# خورخه سرینو
خورخه سرینو (انگلیسی: Jorge Cerino؛ زادهٔ ۲۸ آوریل ۱۹۷۱) بازیکن فوتبال اهل آرژانتین است.
از باشگاه‌هایی که در آن بازی کرده‌است می‌توان به باشگاه فوتبال نیولز اولد بویز اشاره کرد.